# Khalil Chemmam
Khalil Chemmam (sinh ngày 24 tháng 7 năm 1987) là một cầu thủ bóng đá người Tunisia thi đấu ở vị trí hậu vệ cho Espérance. He participated tại 2011 Giải bóng đá Cúp câu lạc bộ thế giới.
Vào tháng 5 năm 2018 anh có tên trong đội hình sơ loại 29 người của Tunisia tham dự Giải vô địch bóng đá thế giới 2018 ở Nga.